# (32691) 4269 T-1
4269 T-1 (asteroide 32691) é um asteroide da cintura principal. Possui uma excentricidade de 0.11300590 e uma inclinação de 3.12625º.
Este asteroide foi descoberto no dia 26 de março de 1971 por Cornelis Johannes van Houten e Ingrid van Houten-Groeneveld e Tom Gehrels em Palomar.